# Кабловски интернет
Кабловски интернет је врста додатне услуге коју нуди оператер кабловске телевизије. Оператер нуди услугу повезивање корисника са интернетом преко мреже кабловске телевизије, а сам кабловски оператер обезбеђује везу са понуђачем интернет услуга. Да би ова услуга била могућа потребно је да:
- корисник има, инсталиран и конфигурисан, кабловски модем;
- да је изграђена мрежа кабловске телевизије двосмерна, тј. да омогућава пренос сигнала између главне станице и корисника у оба смера;
- да се у мрежи користе оптички каблови;
- да у главној станици постоји опрема потребна за раздвајање радио и ТВ сигнала од сигнала интернета.

## Предности и мане кабловског интернета
- Предности кабловског интернета, као и ADSL-а, су поред већих брзина и стално слободне телефонске линије, ослобађање од недостатака телефонске претплатничке линије као што су заузета линија, прекид везе и сл. Предност кабловског интернета у односу на ADSL је боља искоришћеност везе између главне станице и корисника, тј. мањи су губици у преносу, могућност већег протока од корисника према главној станици (аплоад) и тд.

- Мана коришћења интернета преко кабловске везе је дељење једног физичког кабла и једног пропусног опсега од стране свих корисника који се налазе на једној грани, односно не постоји непосредна веза из главне станице до сваког корисника. Резултат је да се тражена брзина саобраћаја лако остварује у ситуацији када је мали број корисника интернета, али повећањем броја корисника преко неке границе се не може обезбедити пропусни опсег који гарантује понуђач. Уз добру искоришћеност мрежних ресурса и примену савремене технологије (DOCSIS 2.0 и/или DOCSIS 3.0) овај проблем може бити у великој мери или у потпуности превазиђен.